# Nancy J. Currie

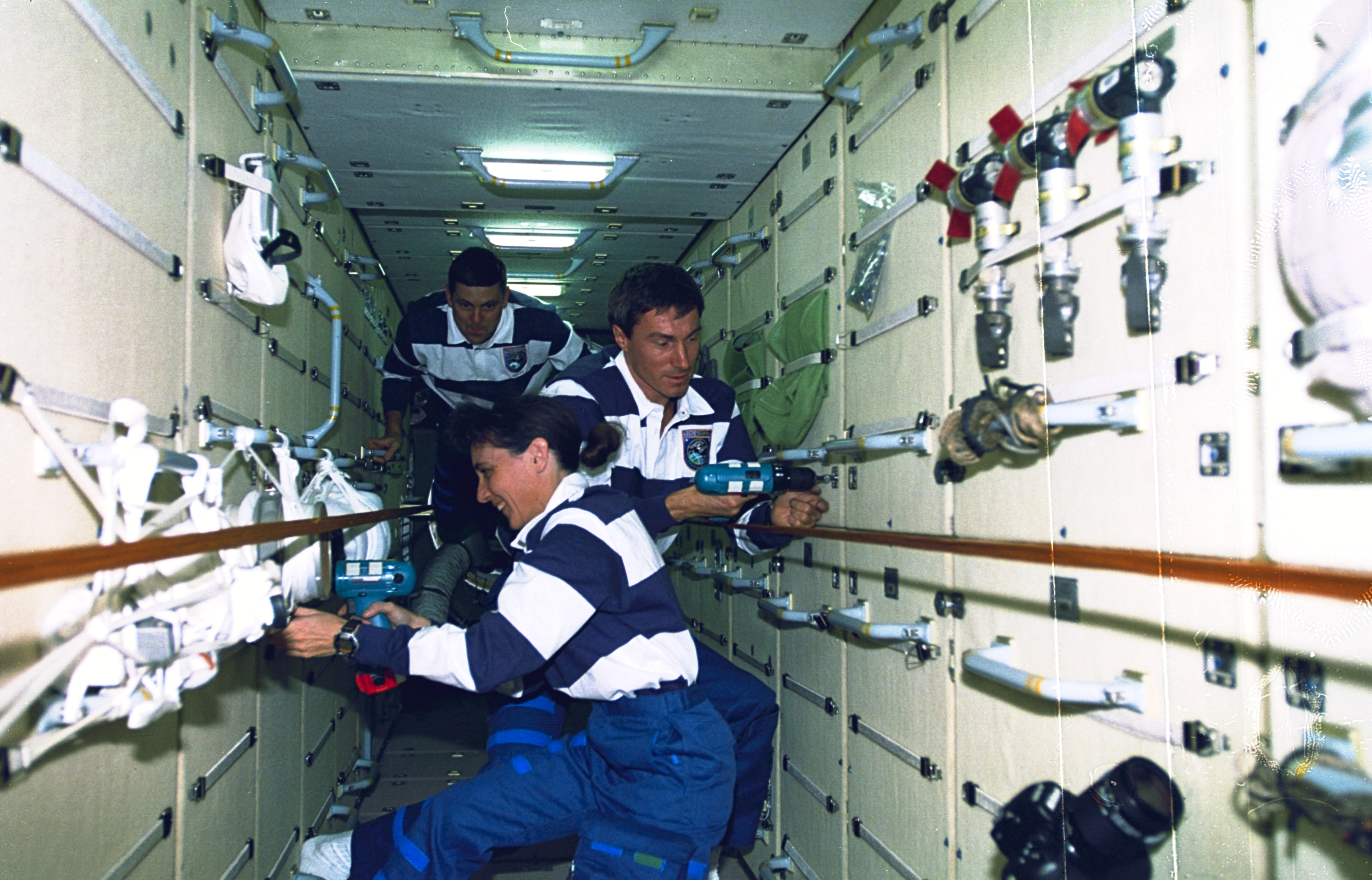
Nancy J. Currie podczas pracy w module Zaria stacji ISS (1998)

Nancy Jane Currie-Gregg de domo Decker, primo voto Sherlock (ur. 29 grudnia 1958 w Wilmington) – amerykańska astronautka, inżynier, pilot wojskowy. W czasie swojej kariery w NASA czterokrotnie podróżowała w kosmos na pokładzie amerykańskich promów kosmicznych.
Urodziła się w Wilmington, w stanie Delaware. W 1977 roku ukończyła Troy High School w Troy, w stanie Ohio, a następnie otrzymała z wyróżnieniem tytuł licencjata w dziedzinie nauk biologicznych na Ohio State University w 1980 roku.
Przez 23 lata służyła w US Army aż do przejścia na emeryturę w maju 2005 roku. Była instruktorem lotniczym w U.S. Army Aviation Center i służyła na różnych stanowiskach dowódczych. Wylatała ponad 4000 godzin na różnych typach samolotów i śmigłowców. Dosłużyła się rangi pułkownika.

## Kariera astronauty
We wrześniu 1987 została przydzielona do Centrum Lotów Kosmicznych imienia Lyndona B. Johnsona jako inżynier symulacji lotu. Została wybrana na astronautkę w 1990 roku, program szkolenia astronautów ukończyła w roku 1991.
Czterokrotnie podróżowała w kosmos. Pierwszy raz na pokładzie wahadłowca Endeavour w ramach misji STS-57 (21 czerwca – 1 lipca 1993). Podczas misji Currie wykonała 22 eksperymenty z dziedziny materiałoznawstwa i nauk o Ziemi, była także operatorką ramienia robotycznego promu podczas wyjścia w otwartą przestrzeń dwóch innych astronautów.
Była także członkiem misji STS-70 na pokładzie promu Discovery (13–22 lipca 1995) oraz STS-88 (wahadłowiec Endeavour; 4–15 grudnia 1998), podczas której załoga rozpoczęła prace nad zbudowaniem Międzynarodowej Stacji Kosmicznej. Currie była głównym operatorem robotycznego ramienia, dzięki któremu połączono w jedną całość rosyjskie i amerykańskie elementy przyszłej stacji.
Ostatnim jej lotem był STS-109 na pokładzie wahadłowca Columbia (1–12 marca 2002), podczas którego Currie sterowała robotycznym ramieniem podczas naprawy teleskopu Hubble’a.
Pracowała na stanowiskach kierowniczych w różnych ośrodkach i biurach NASA. Obecnie (2016) jest głównym inżynierem w NASA Engineering and Safety Center.
Stowarzyszenie Uczestników Lotów Kosmicznych (Association of Space Explorers) przyznało jej Universal Astronaut Insignia za lot orbitalny (nr 293).

## Życie prywatne
Trzykrotnie wychodziła za mąż: za Richarda J. Sherlocka, Davida W. Currie (zmarł w 2011) oraz Timothy’ego R. Gregga. Ma jedną córkę.

## Wykaz lotów
| Loty kosmiczne, w których uczestniczyła Nancy J. Currie         | Loty kosmiczne, w których uczestniczyła Nancy J. Currie | Loty kosmiczne, w których uczestniczyła Nancy J. Currie | Loty kosmiczne, w których uczestniczyła Nancy J. Currie | Loty kosmiczne, w których uczestniczyła Nancy J. Currie | Loty kosmiczne, w których uczestniczyła Nancy J. Currie |
| №                                                               | Data startu                                             | Data lądowania                                          | Statek kosmiczny                                        | Funkcja                                                 | Czas trwania                                            |
| --------------------------------------------------------------- | ------------------------------------------------------- | ------------------------------------------------------- | ------------------------------------------------------- | ------------------------------------------------------- | ------------------------------------------------------- |
| 1                                                               | 21 czerwca 1993                                         | 1 lipca 1993                                            | STS-57 Endeavour F-4                                    | specjalista misji MS2                                   | 9 dni 23 godziny 44 minuty                              |
| 2                                                               | 13 lipca 1995                                           | 22 lipca 1995                                           | STS-70 Discovery F-21                                   | specjalista misji MS2                                   | 8 dni 22 godziny 20 minut                               |
| 3                                                               | 4 grudnia 1998                                          | 15 grudnia 1998                                         | STS-88 Endeavour F-13                                   | specjalista misji MS2                                   | 11 dni 19 godzin 18 minut                               |
| 4                                                               | 1 marca 2002                                            | 12 marca 2002                                           | STS-109 Columbia F-27                                   | specjalista misji MS2                                   | 10 dni 22 godziny 10 minut                              |
| Łączny czas spędzony w kosmosie — 41 dni, 15 godzin i 32 minuty |                                                         |                                                         |                                                         |                                                         |                                                         |